# Szebedénybecsó
Szebedénybecsó (szlovákul: Sebedín-Bečov) község Szlovákiában, a Besztercebányai kerületben, a Besztercebányai járásban. Szebedény és Becsó települések egyesítése.

## Fekvése
Besztercebányától 17 km-re délkeletre fekszik.

## Története
Szebedényt 1351-ben említik először, s ehhez hasonlóan Becsó is a 14. században keletkezett.
A trianoni diktátumig mindkét település Zólyom vármegyéhez, azon belül Becsó a Besztercebányai járáshoz, Szebedény pedig a Nagyszalatnai járáshoz tartozott.
Szebedényt és Becsót 1964-ben egyesítették.

## Népessége
| Év:            | 1994. | 2004.    | 2014.   | 2024.   |
| -------------- | ----- | -------- | ------- | ------- |
| Emberek száma: | 324   | 397      | 369     | 360     |
| Eltérés:       |       | +22,53 % | -7,05 % | -2,43 % |

| Év:            | 2023. | 2024.   |
| -------------- | ----- | ------- |
| Emberek száma: | 354   | 360     |
| Eltérés:       |       | +1,69 % |

2001-ben 343 lakosából 331 szlovák volt.
2011-ben 373 lakosából 321 szlovák.
2021-ben 358 lakosából 349 szlovák, 1 cseh, 1 ukrán, 1 zsidó, 6 ismeretlen nemzetiségű.

## Nevezetességei
- Szebedény és Becsó fa haranglába is a 18. század második felében épült.
- A falu alatt régi vízimalom található.